# Casearia rupestris
Casearia rupestris är en videväxtart som beskrevs av August Wilhelm Eichler. Casearia rupestris ingår i släktet Casearia och familjen videväxter. Inga underarter finns listade i Catalogue of Life.